# Municipio de Sredets
El municipio de Sredets (búlgaro: Община Средец) es un municipio búlgaro perteneciente a la provincia de Burgas.
En 2013 tiene 14 867 habitantes.
En la capital Sredets viven dos tercios de la población municipal. El resto de la población vive en las siguientes localidades: Belevren, Belila, Bistrets, Bogdanovo, Varovnik, Golyamo Bukovo, Gorno Yabalkovo, Granitets, Granichar, Debelt, Dolno Yabalkovo, Draka, Drachevo, Dyulevo, Momina Tsarkva, Zagortsi, Zornitsa, Kirovo, Kubadin, Malina, Orlintsi, Prohod, Panchevo, Radoynovo, Rosenovo, Svetlina, Sinyo Kamene, Slivovo, Suhodol, Valchanovo y Fakiya.
Se sitúa en la esquina suroccidental de la provincia y es fronterizo con la provincia turca de Kırklareli.